# Ilmarinen (Schiff, 1934)
Die Ilmarinen war ein Küstenpanzerschiff und bis zu ihrem Untergang nach Minentreffer im September 1941 das Flaggschiff der finnischen Flotte.

## Flottengesetz von 1927
Im Jahre 1927 wurde die Ausformung der zukünftigen finnischen Flotte im Flottengesetz beschlossen. Danach wurden zwei Küstenpanzerschiffe bestellt, die nach Helden aus dem finnischen Heldenepos Kalevala benannt wurden. Später wurde das Flottenbauprogramm mit U-Booten und Torpedobooten abgeschlossen.

## Geschichte
Die Ilmarinen und ihr Schwesterschiff Väinämöinen waren die bis dahin größten Schiffe der finnischen Flotte. Die beiden Panzerschiffe waren für die Küstenverteidigung vorgesehen und waren für ihre Größe sehr schwer bewaffnet. Beide Schiffe, wie auch weitere Schiffe aus diesem Flottenbauprogramm, wurden von dem niederländischen Ingenieurbüro NV Ingenieurskantoor voor Scheepsbouw (IvS) konstruiert, einer Tarnfirma deutscher Werften, und ihre Aktivitäten widersprachen dem Friedensvertrag von Versailles. Die Panzerschiffe waren gedacht als mobile Küstenartillerieforts und waren nicht für Operationen über weiten Seeraum vorgesehen. Geringer Tiefgang, schwere Bewaffnung und ein schwerer, großer Feuerleitturm wirkten sich negativ auf die Seetüchtigkeit aus.
Die beiden Panzerschiffe wurden bei der finnischen Crichton-Vulcan Werft in Turku im Jahre 1928 auf Kiel gelegt. Sie waren mit modernster Technik ausgerüstet. Sie hatten einen dieselelektrischen Antrieb. Die Feuerleittechnik war elektrisch und übertrug ihre Werte auf mechanische Rechner und von dort wurden die Richtwerte direkt in die Geschütztürme weitergegeben.
Das Schwesterschiff Väinämöinen lief am 28. Dezember 1930 und die Ilmarinen am 9. Juli 1931 vom Stapel. Die Ilmarinen war das Flaggschiff der finnischen Marine, was auch bedeutete, dass der Kommandeur der Küstenflotte sich in der Regel an Bord befand.

### Winterkrieg
Bereits am Beginn des Winterkrieges, am 30. November 1939, wurde das Schiff von sowjetischen Bombern angegriffen. Nach diesem ersten Angriff verlegte das Schiff zur Insel Lohm im Schärengebiet von Korpo. Das führte dazu, dass die zweite Welle der Bomber die Ilmarinen nicht mehr finden konnte und stattdessen bereits an diesem ersten Kriegstag seine Ersatzziele, nämlich die Stadt Helsinki angriff. Während der Einleitungsphase des Winterkrieges befand sich das Schiff bei den Ålandinseln, die es gegen eine Invasion schützen sollte. Am Ende des Monats Januar 1940, als die Eislage schwierig wurde, ging das Schiff nach Turku, wo es die Stadt gegen Luftangriffe mit seinen Flugabwehrkanonen schützen sollte.
Turku wurde insgesamt 60 mal von insgesamt mehr als 400 Bombern angegriffen. Die 40-mm-Vickerskanonen erwiesen sich als wirkungslos und man ersetzte sie im Jahre 1941 durch 40-mm-Bofors-Kanonen. Aufgrund der Gefahr von Luftangriffen wurde im Verlaufe des Krieges immer mehr Flugabwehrgeschütze auf dem Schiff installiert. Gegen Ende des Winterkrieges verlegte das Schiff in die Gegend von Hangö-Porkkala, um eine Landung feindlicher Kräfte zu verhindern. Die Eislage und die Gefahr von Luftangriffen verhinderten die Verlegung näher an die Frontlinie zur Unterstützung der Bodentruppen.

### Fortsetzungskrieg
Am Anfang des Fortsetzungskrieges war es die Aufgabe der Ilmarinen, die „Operation Regatta“ zu schützen. Diese Operation diente dem Schutz der Ålandinseln. Das Schiff wurde unmittelbar am Morgen des 22. Juni 1941 angegriffen. Am 27. Juli 1941 bei der Schlacht um Bengtskär wurde es dorthin beordert, um die Verteidiger zu unterstützen. Man glaubte, dass sowjetische Zerstörer sich in der Umgebung befanden. Wieder wurde das Schiff von Flugzeugen angegriffen. Ein Besatzungsmitglied wurde getötet und die Ilmarinen war gezwungen, zur Reparatur zurück nach Turku zu verlegen. Das Schiff wurde mehrfach von sowjetischen Truppen von deren Basis in Hangö angegriffen, bevor die Basis evakuiert wurde.

#### Unternehmen Nordwind
Das „Unternehmen Nordwind“ war ein Scheinunternehmen mit dem Zweck, die Sowjetunion davon abzulenken, dass deutsche Truppen die estnische Insel Ösel besetzen sollten (Unternehmen Beowulf). Dafür zog man insgesamt 25 Schiffe bei Utö zusammen. Sie sollten von dort in südlicher Richtung auf Ösel zu marschieren und dabei von den Sowjets entdeckt werden. Gleichzeitig und zum gleichen Zweck wurden die Scheinunternehmungen „Westwind“ und „Südwind“ durchgeführt.
Der Verband marschierte am 13. September 1941 nach Süden entlang einer Route, die jedoch zuvor nicht von Minen geräumt worden war. Während des Tages stellte man fest, dass sich eine Mine im Minensuchgeschirr der Ilmarinen verfangen hatte, aber es gelang nicht, die Mine wieder loszuwerden. Als gegen 20.30 Uhr Dunkelheit einbrach und der Verband noch immer nicht von den Sowjets bemerkt worden war, bekam der Verband den Befehl, zurückzukehren. Die Ilmarinen drehte nach Steuerbord, damit die Mine, die sich noch immer im Minensuchgeschirr befand, das Schiff nicht berühren sollte.
Während der Drehbewegung gab es jedoch eine Explosion auf der Backbordseite, die das Schiff heftig erschütterte und eine Wasserfontäne aufwarf. Die Ilmarinen bekam schnell starke Schlagseite nach Backbord und kenterte nach wenigen Minuten. Das Schiff sank bereits sieben Minuten nach der Explosion. Die begleitenden Wachboote retteten 132 Mann der Besatzung, jedoch kamen 271 Besatzungsmitglieder ums Leben. Der Befehlshaber der Expeditionsflotte, Kommodore Eero Rahola, und der Kommandant der Ilmarinen, Fregattenkapitän Göransson, waren unter den Überlebenden. Die übrigen Schiffe kehrten ohne weitere Probleme zum Ausgangspunkt zurück.

## Das Wrack
Das Wrack der Ilmarinen wurde nach einer drei Jahre währenden Suche im Jahre 1990 gefunden. Im Jahre darauf konnten sechs Überlebende das Wrack in einem Mini-U-Boot besuchen. Das Wrack liegt kieloben 25 Seemeilen südlich von Utö in 70 m Wassertiefe auf der Position 59° 27′ N, 21° 5′ O.
Ungefähr 15 Kilometer vom Wrack der Ilmarinen entfernt liegt das Wrack des 1994 gesunkenen Fährschiffes Estonia.